# Тейлер, Уильям
Уильям Тейлер (англ. William Tailer; 25 февраля 1675/6 — 1 марта 1731/2) — английский офицер, колониальный чиновник в Северной Америке, дважды исполняющий обязанности губернатора провинции Массачусетс-Бэй. Родился в богатой и влиятельной семье Стафтонов (Стоутонов). Служил лейтенант-губернатором (заместителем губернатора) провинции Массачусетс-Бэй с 1711 по 1716 год и вновь в начале 1730-х годов. В течение каждого из этих периодов кратковременно исполнял обязанности губернатора. Был политическим противником губернатора Джозефа Дадли и сторонником учреждения земельного банка, предназначенного для решения валютных проблем провинции. Во время своего первого исполнения обязанностей губернатора санкционировал возведение Бостонского маяка, первого маяка в современных Соединенных Штатах.
Активно участвовал в колониальных конфликтах и командовал полком в осаде Порт-Рояля (1710), столицы французской Акадии, во время войны королевы Анны. Курировал укрепление обороны Бостона в 1720-х годах и был отправлен на переговоры с ирокезами и абенаками во время Войны Даммера. Джонатан Белчер, его первоначально политический оппонент, позже стал его союзником и назначил своим заместителем после избрания губернатором в 1730 году.

## Ранние годы
Уильям Тейлер родился в Дорчестере, колония Массачусетского залива, 25 февраля 1675/6 года в семье Уильяма Тейлера-старшего и Ребекки Стафтон Тейлер. Его мать была дочерью одного из ранних поселенца Массачусетса Израэля Стафтона и сестры магистрата Уильяма Стафтона. Его отец был богатым землевладельцем и торговцем, он владел коммерческой недвижимостью в Бостоне и был членом компании «Atherton», одной из самых мощных и компаний по развитию земель Новой Англии. Компания также активно занималась «торговлей с востоком» — с соседней французской Акадией. Отец Тейлера покончил с собой в 1682 году, по-видимому, впав в депрессию от финансовых проблем.
Младший Тейлер унаследовал от отца существенное состояние; сообщалось, что в 1695 году его опекуны управляли от его имени пятью предприятиями. Он также был наследником имущества своего дяди, который умер бездетным холостяком. К 1702 году Тейлер женился на Саре Байфилд, дочери Натаниэля Байфилда (отцы Байфилда и Тейлера были деловыми партнерами), влиятельного колониального магистрата. Сара умерла бездетной примерно в 1708 году.
Тейлер служил в провинциальной милиции во время войны королевы Анны. В 1710 году он командовал милицейским полком, который участвовал в захвате Порт-Рояля, Акадия. После победы он отправился в Лондон с Фрэнсисом Николсоном, лидером экспедиции, где ожидал вознаграждения. Его ожидания были удовлетворены, и Тейлер был назначен лейтенант-губернатором (заместителем губернатора) провинции Массачусетс-Бэй, которая находилась под управлением губернатора Джозефа Дадли. Затем он вернулся в Массачусетс, где снова был активен в защите колоний, служил в Форт-Уильям-и-Мэри в Нью-Хэмпшире и на юге современного штата Мэн (тогда он был частью Массачусетса).
В начале 1711/2 Тейлер женился на Абигейл Гиллам Дадли, вдове внука Джозефа Дадли Томаса. У пары было шестеро детей, которых они воспитывали в старой усадьбе Стафтонов в Дорчестере. Тейлер вступил в Почетную артиллерийскую бригаду в 1712 году и был избран её капитаном в том же году.

## Исполнение обязанностей губернатора
Тейлор избирался в Губернаторский совет с 1712 по 1729 год и трижды занимал пост заместителя губернатора Массачусетса. Несмотря на брачные связи с семьей Дадли, у него были сложные политические отношения с губернатором в этот период. Англикане колонии скептически относились к религиозным убеждениям Дадли (Дадли изначально был пуританином и официально принял англиканские обычаи в 1690-х годах). Он и Дадли также были оппонентами на дебатах о валютных проблемах провинции. Дадли выступал за выпуск государственных облигаций в качестве средства нейтрализации инфляции бумажной валюты, а Тейлер вместе со своим тестем Натаниэлем Байфилдом и другими выступал за создание частного земельного банка, который выдавал бы векселя, обеспеченные землями своих инвесторов.
Байфилд в 1714 году отправился в Лондон, чтобы лоббировать интересы землевладельцев и искать себе пост губернатора, который стал вакантен после восшествия на престол короля Георга I. Он не смог получить губернаторство, но убедил назначенного главой провинции полковника Элизеуса Бёрджеса сохранить Тейлера в качестве своего заместителя. Однако противники земельного банка пошли дальше и подкупили Бёрджеса, чтобы он ушел в отставку, прежде чем покинул Англию. Агенты Бёрджеса и Тейлера к тому времени уже отбыли в Массачусетс, а Тейлер стал исполняющим обязанности губернатора в ноябре 1715 года за вакантностью поста.
Сразу после вступления в должность Тейлер занялся устранением противников земельного банка и сторонников Дадли с ряда провинциальных постов. Однако его усилия не увенчались успехом: провинциальное собрание избрало сына Джозефа Дадли Пола в качестве генерального прокурора, а лондонские агенты антибанковской фракции работали над тем, чтобы найти замену Тейлеру. Один из этих агентов, Джонатан Белчер, по иронии судьбы стал союзником Тейлера в последующие годы. Король назначил губернатором полковника Сэмюэла Шюта, противника земельного банка, а Уильяма Даммера его заместителем. Тейлер покинул пост с прибытием Шюта в октябре 1716 года.
Единственным долгосрочным достижением срока пребывания Тейлера в качестве губернатора стало открытие Бостонского маяка, первого маяка, построенного в Соединенных Штатах.

## Военная служба
Тейлер отправился в Англию. Там он лоббировал от имени наследника бостонского торговца Джона Нельсона его земельные претензии в Новой Шотландии. Нельсон искал компенсацию за потерю земель по Бредскому договору 1667 года, но усилия Тейлера оказались напрасны. Он также лоббировал для себя военную пенсию. Тейлер убедил лорда Кобэма в том, что он заслужил пенсию своими действиями при осаде Порт-Рояля в 1710 году и получил половинную зарплату полковника в размере 400 фунтов стерлингов в год.
Тейлер в конце концов вернулся в Массачусетс. При губернаторстве Шюта он несколько раз участвовал в переговорах с индейцами на северных границах и продолжал активно участвовать в провинциальной милиции. Тейлер сопровождал Шюта в его экспедиции в Мэн, чтобы договориться с абенаками северной Новой Англии в 1717 году. Шют плохо справлялся с переговорами, усилив напряженность между абенаками и британскими поселенцами. В 1720 году Тейлер был одним из комиссаров, посланных на переговоры между поселенцами и абенаками. Несмотря на то, что была определена потенциальная основа для соглашения, продолжавшиеся рейды и разногласия по деталям соглашения привели к тому, что ситуация ещё более ухудшилась. Шют объявил войну абенакам в июле 1722 года после их рейдов против британских поселений на побережье Мэна.
Продолжавшиеся конфликты Шюта с провинциальным собранием побудили его уехать в Англию в начале 1723 года, оставив ведение войны в руках лейтенанта-губернатора Даммера. Тейлер был одним из агентов, отправленных в 1723 году в Олбани, Нью-Йорк, в попытке убедить ирокезов присоединиться к конфликту против абенаков. Посольство не увенчалось успехом: ирокезы сопротивлялись всем попыткам втянуть их в войну против абенаков. Тейлер продолжал участвовать в войне и отвечал за поддержание обороны Бостона.

## Второе исполнение обязанностей губернатора
Политика Тейлера изменилась в течение 1720-х годов, и он с Байфилдом стал более тесно взаимодействовать с популистской фракцией. В результате он стал союзником Джонатана Белчера. Когда губернатор Уильям Бёрнет умер в 1729 году, Белчер был в Лондоне, выступая в качестве агента Коннектикута и противодействуя непопулярному стремлению Бёрнета добиться постоянного жалования. Белчер успешно получил для себя пост губернатора, а затем сделал Тейлера своим заместителем. В ожидании прибытия Белчера в Массачусетс Тейлер недолго исполнял обязанности губернатора. Эти несколько месяцев были беспрецедентными — провинция страдала от вспышки оспы, из-за которой Тейлер временно прекратил созыв провинциального собрания.
Тейлер умер в Дорчестере, все ещё будучи заместителем губернатора, в марте 1731/2 года. Он был похоронен в гробнице своего дяди, Уильяма Стафтона, на Северном кладбищн Дорчестера.